# Song 2
Singles de Blur
Beetlebum
(1997) On Your Own
(1997)
Song 2 est le dix-huitième single du groupe britannique Blur, extrait de leur cinquième album Blur paru en 1997. Sortie le 7 avril 1997, la chanson, au style grunge, est une des chansons les plus connues du groupe et un de leurs plus grands succès. Elle se hisse à la deuxième place des charts britanniques, la quatrième place en Australie mais également la sixième place du classement Modern Rock du Billboard aux États-Unis. Lors des MTV Video Music Awards de 1997, Song 2 est nommée Best Group Video, and Best Alternative Video. Aux Brit Awards de 1998, elle est nommée comme Meilleur Single Anglais et Meilleur Vidéo Anglaise ; la même année, les auditeurs de BBC Radio 1 la positionne à la quinzième place des meilleures chansons de tous les temps. En 2011, NME la place la classe 79ème des 150 meilleures chansons des 15 dernières années.

## Genèse
Selon le guitariste du groupe Graham Coxon, "Song 2" est destinée à être une blague faite à leur label Parlophone. Le chanteur Damon Albarn avait enregistré une démonstration acoustique de la chanson qui était plus lente, mais qui comprenait déjà le "Woo-Hoo" caractéristique de la chanson, alors sifflé. Coxon suggère alors d'augmenter la vitesse et de jouer plus fort, en cherchant délibérément un son de guitare amateur. Il suggère à Damon Albarn de dire à la société de production qu'ils souhaitent sortir la chanson en tant que single et à leur grande surprise, les cadres de l'entreprise réagissent positivement à cette idée. Lorsqu'on lui a demandé si le groupe avait idée de l'attrait commercial de la chanson, Coxon a répondu : « Nous pensions simplement que c'était trop extrême». 

## Origine du titre
La piste est initialement surnommée "Song 2" (Chanson 2 en français) en tant que brouillon, du fait de sa place dans l'ordre des pistes, pour que finalement ce nom reste. En adéquation avec son titre, la chanson est en tout point en accord avec le chiffre 2 : 
- elle est la 2e piste de l'album Blur, ainsi que de la compilation Blur: The Best of parue en 2000 ;
- elle dure exactement 2 minutes et 2 secondes ;
- elle a été le 2e single de l'album à être mis en vente ;
- elle est composée de 2 couplets et 2 refrains ;
- elle a occupé la seconde place de l'UK Singles Chart et du "Triple J Hottest 100 1997", une liste des 100 meilleurs titres établie chaque année par la radio australienne Triple J et ses auditeurs.

## Le clip
Le clip promotionnel, réalisée par Sophie Muller présente le groupe interprétant le morceau dans une pièce dont les murs sont recouverts par des tapis. À chaque fois que le refrain débute par le "Woo-hoo!" énergique de Damon, les membres du groupe sont projetés dans tous les sens alors que des rafales de vent balayent la pièce.

## Liste des titres

### Version américaine
- CD1 (CDFOOD93)

1. Song 2
2. Get out of cities
3. Polished stone

- CD2 (CDFOODS93)

1. Song 2
2. Bustin' + dronin'
3. Country sad ballad man (Acoustic version)

- 7″ (FOOD93)

1. Song 2
2. Get out of cities

### Version australienne
- CD (8838592)

1. Song 2
2. Get out of cities
3. Polished stone
4. Bustin' + dronin'

### Version française
- CD (7243 8 84128 2)

1. Song 2
2. Country sad ballad man (Acoustic version)
3. On your own (Acoustic version)

### Versions chinoiseet japonaise
- CD (TOCP-50174)

1. Song 2
2. Get Out of Cities
3. Poa chanson lst utilisée dans les films Stone
4. Bustin' + droninLx)
5. Beetlebet Instal version)
6. Country Sad Ballad Man (Acoustic version)
7. On Your Own (Acoustic version)

## Classements hebdomadaires
| Classement (1997)                          | Meilleure position |
| ------------------------------------------ | ------------------ |
| Australie (ARIA)                           | 4                  |
| Canada (RPM Rock/Alternative)              | 1                  |
| Écosse (OCC)                               | 1                  |
| États-Unis (Modern Rock Tracks)            | 6                  |
| États-Unis (Hot 100 Airplay (Radio Songs)) | 55                 |
| États-Unis (Mainstream Rock Tracks chart)  | 25                 |
| Irlande (IRMA)                             | 10                 |
| Pays-Bas (Single Top 100)                  | 73                 |
| Royaume-Uni (UK Singles Chart)             | 2                  |
| Royaume-Uni (UK Rock Chart)                | 1                  |
| Suède (Sverigetopplistan)                  | 28                 |

| Classement (2013) | Meilleure position |
| ----------------- | ------------------ |
| France (SNEP)     | 198                |

## Utilisation du titre

### A la télévision
L'une des premières utilisations de la chanson dans la culture populaire est dans l'épisode "Malled" de la série animée Daria. Elle figure aussi dans l'épisode "Prom" de Parks and Recreation, "Sunday Cruddy Sunday" des Simpson et "La coupe Stanley" de South Park.

### Au cinéma
La chanson est utilisée pour les bandes annonces des films Starship Troopers (1998), Thunderbirds (2004) et Hop (2011).

### Dans le sport
La musique a été utilisée pour célébrer les buts de nombreuses équipes de football, comme le LOSC, la Juventus de Turin, la Western United FC, du Liverpool FC, du Royal Sporting Club Anderlecht ou plus récemment Équipe de France de football, notamment lors de la ligue des nations de l'UEFA 2020-2021. 
Elle est également utilisée comme musique de but pour les Sénateurs d'Ottawa dans la ligue Nationale de hockey. 
L'ancien champion des poids moyens UFC, Michael Bisping, l'a utilisé comme musique de sortie. 
Enfin, Song 2 a été également utilisée par le Lausanne Hockey Club.

### Dans les jeux vidéo
Cette chanson accompagne l'introduction du jeu vidéo FIFA 98 : En Route pour la Coupe du Monde. Elle est incluse dans Just Dance 2, Just Dance Summer Party, Lego Rock Band et Guitar Hero 5.

### Dans la publicité
En 2018, le titre est utilisé par BMW pour la promotion de la série de véhicules X1.